# Rock Steady
Rock Steady es el quinto álbum de estudio de la banda estadounidense No Doubt, publicado el 11 de diciembre de 2001 por la compañía Interscope Records. No Doubt comenzó a trabajar en el disco en enero de 2001, con grabaciones iniciadas en San Francisco. Tiempo después, los integrantes viajaron a Inglaterra y a Jamaica para colaborar con varios compositores y productores, entre ellos Steely & Clevie, Sly & Robbie, Ric Ocasek y Nellee Hooper.
En términos generales, Rock Steady recibió reseñas positivas de los críticos musicales, quienes se refirieron como un disco pop clásico elegante y afirmaron que era el mejor álbum en el que trabajaron. No obstante, uno de los puntos que la crítica recalcó fue la variedad de estilos que la banda incorporó en Rock Steady, lo que le valió tanto comentarios positivos como negativos. Obtuvo una nominación a los premios Grammy de 2003, en la categoría de mejor álbum de pop vocal. Sumado a ello, diferentes medios de comunicación lo reconocieron como uno de los mejores discos, entre los que se destaca la revista Rolling Stone, que lo ubicó en el puesto 316 de los 500 mejores álbumes de todos los tiempos.
Desde el punto de vista comercial, Rock Steady solo llegó a los diez primeros puestos en Noruega y en Estados Unidos, en las posiciones ocho y nueve, respectivamente. No obstante, recibió diferentes certificaciones en Australia, Canadá, Estados Unidos y Reino Unido. Para su promoción se publicaron cuatro sencillos comerciales: «Hey Baby», «Hella Good», «Underneath It All» y «Running», de los cuales el primero y el tercero le otorgaron a No Doubt dos Premios Grammy a la mejor interpretación pop vocal por un dúo o grupo consecutivamente. No Doubt se embarcó en la gira promocional Rock Steady Tour, que recorrió Norteamérica, Europa, Australia y Asia.

## Concepción y grabación
Todas las noches, en la gira en apoyo a su cuarto álbum de estudio Return of Saturn (2000), No Doubt realizaba fiestas posteriores, donde personas bailaban música dancehall de Jamaica. Durante una discusión durante la cena a finales de 2000, los miembros de la banda decidieron que querían explorar ritmos del estilo dancehall para su siguiente álbum. Inspirándose en artistas como Bounty Killer, Cutty Ranks y Mr. Vegas, la banda comenzó a trabajar en el álbum en enero de 2001 al crear beats en Pro Tools en el apartamento del guitarrista Tom Dumont. El grupo trató con frecuencia recreando ritmos de otros archivos de canciones en la computadora, que dio lugar a versiones modificadas de los ritmos originales. Trabajaron con el productor Philip Steir  en los estudios Toast, en San Francisco durante este tiempo, donde surgieron los principios de «Hey Baby». Al escribir las letras de los discos anteriores, Stefani normalmente leía las obras de Sylvia Plath, que la haría deprimida «o encontrar diferentes palabras que me inspiran». En cambio, para Rock Steady, la cantante compuso las letras más rápido y en el lugar para cumplir con el objetivo de escribir una canción al día. Muchos de los demos grabados durante estas primeras sesiones fueron utilizados en las pistas finales, en lugar de volver a trabajar completamente las canciones. La banda vio esto como una forma de preservar la «chispa inicial» de cuando fueron concebidas las canciones.
El mes siguiente, Stefani dejó Los Ángeles para visitar a su entonces novio, Gavin Rossdale, en Londres. Por consiguiente, los demás miembros de la banda viajaron con la cantante para terminar de grabar «Detective». Allí, trabajaron con el exmiembro de Eurythmics, David A. Stewart, y compusieron la canción «Underneath It All» en solo diez minutos. En marzo, No Doubt viajó a Jamaica, en Blue Lagoon, Port Antonio. La banda «pasó la mayor parte del tiempo nadando y quemándose por el sol, bebiendo, fumando y grabando un poco de música», según Dumont. El grupo solía tener cervezas Red Stripe o Cubalibre con alimentos para el desayuno; en una ocasión, Dumont se desmayó del consumo excesivo de alcohol durante la grabación de una pista. Comenzó a trabajar en la media tarde y trabajó en la noche con una fiesta después de la sesión. El grupo ha colaborado con Sly & Robbie, que produjo «Underneath It All» y «Hey Baby», y colaboró con Lady Saw y Bounty Killer, quienes proporcionaron toastings en las canciones antes mencionadas. Además, el dúo Steely & Clevie se encargó de producir «Start the Fire».
La banda regresó de Jamaica y continuó trabajando en junio de 2001, donde colaboró con los productores Nellee Hooper y Timbaland. La canción de este último, titulado «It's a Fight», y una producida por Dr. Dre, llamada «Bad Days», fueron excluidas del álbum, debido a que sus sonidos de hip hop no funcionaban bien. La banda trabajó entonces con el productor y exlíder de la banda The Cars, Ric Ocasek, a finales de junio. Stefani comentó que No Doubt trabajó con tantas personas para el disco, porque no estaban disponibles durante el tiempo necesario para hacer un LP, pero que le hubiera gustado trabajar más con Ocasek. La banda y su gerente de A&R Mark Williams eligieron colaboradores basados en qué tan bien pensaban que la persona encajaría en la personalidad de la canción que No Doubt había escrito. A finales de agosto, la banda regresó a Londres para que Mark «Spike» Stent puliera las canciones con la mezcla de audio.

## Recepción crítica
En términos generales, Rock Steady obtuvo reseñas positivas de los críticos musicales. En Metacritic, el álbum obtuvo una calificación promedio de 69 sobre 100, lo que indica «críticas generalmente favorables». De este modo, Rob Sheffield de Rolling Stone dijo que fue «impresionante escuchar a No Doubt convocar la imaginación musical de trascender la fórmula que utiliza para aprisionarlos. En Rock Steady, No Doubt consigue su yin y yang en equilibrio, y después de la confusión finamente forjada de Return of Saturn, suena como un alivio». Stephen Thomas Erlewine de Allmusic se refirió a Rock Steady como un «buen y elegante disco pop clásico». Por su parte, David Browne, de Entertainment Weekly, comentó que había «algo extrañamente débil» en No Doubt, que le impedía convertirse en un hito en la música pop, pero que «las fiestas lanzadas de la banda mejoran con cada nueva reunión». Además, señaló que resulta ser el mejor álbum que alguna vez han tramado. Por otro lado, Colleen Delaney de Stylus Magazine le otorgó al álbum una puntuación de «C», sostuvo que la banda sonaba como si tuviese «dolores de crecimiento» y, aunque indicó que los miembros son músicos y compositores talentosos, no estaba seguro de su lugar en el mainstream rock and roll. No obstante, elogió la voz de Stefani, al decir que ha madurado realmente como cantante en este álbum. «Está más segura ahora. Su voz flota junto con las canciones». Concluyó prediciendo que No Doubt o bien se convierte en una banda de sencillos, «o y hacen un álbum de vanguardia-jazz-electro-acid funk-polca». Por su parte, Entertainment.ie llamó al disco «ambicioso» e «inesperadamente entretenido, repleto de sencillos potenciales exitosos y una reinvención que incluso podría hacer que Madonna sienta celos». Billboard indicó que «para convencer a los incrédulos y ganar nuevos admiradores, el disco ruge con el tipo de incendio raramente visto de un grupo con cuatro álbumes en su haber».
Una de las reseñas más positivas la dio el sitio web Kidzworld, que comentó que el disco parece mucho más alegre y más feliz que su último esfuerzo, Return of Saturn. Además, señaló que tiene un ambiente fresco y va a tener al suelo rebotando en poco tiempo. Asimismo, Sal Cinquemani de Slant Magazine también le otorgó una respuesta favorable; le dio al disco cuatro estrellas y media de cinco, y afirmó que la banda produjo su mejor trabajo hasta la fecha con Rock Steady. Además, indicó que abunda el tipo de canciones que evocan imágenes vívidas en la mente del oyente, y eso es un testamento a la música de la banda y las letras de Gwen. «Rock Steady es un álbum tan consistente (y tan agradable de escuchar) cuando uno puede esperar de una banda que se niega a quedarse quieta». Jenni Haygood de Orlando Sentinel elogió el sonido inconfundible de los teclados y la guitarra eléctrica, lo que da al álbum una calidad divertida y provocadora, y eso lo hace estar separado del resto. Finalizó su reseña diciendo que «si estás buscando un CD que te ayudará en el alma, entonces Rock Steady no es para ti. Todo el álbum tiene un estilo funky y optimista que hará que te hagas levantar y bailar. No hay ninguna profundidad [o] significados subyacentes que mediten sobre las grandes preguntas de la vida, solamente la letra y la música. A menudo se considera arriesgado en el negocio de la música de cambiar de estilo [en la] mitad de tu carrera. Sin embargo, No Doubt ha realizado con éxito la transición». Ericka Sóuter, Kyle Smith y Sona Charaipotra de People sostuvieron que Rock Steady es un recordatorio de lo que esta talentosa compositora [Stefani] es capaz, si solo se quedará ahí. Concluyeron su revisión al afirmar que era «sin duda agradable». Stephen Thompson de The A.V. Club notó que el resultado de Rock Steady es todo lo que su predecesor no fue: dinámico, alegre, fresco y prácticamente cautivador. Por su parte, en su reseña al disco, Matt Parks de Fazed sostuvo que «No Doubt ha entregado un álbum que es un surtido de estilos que van desde el dancehall, dub, ragga, ska, hip hop, funk, techno, new wave y pop. Rock Steady resulta [ser] como un álbum de fiesta tan diverso que casi suena más como una mezcla de cintas [de] un DJ [...] que un disco pop dinámico, cálido, divertido e inmediatamente cautivador —pero finalmente olvidable— de una gran compañía discográfica [Interscope]». Aidin Vaziri de Vibe, en la revisión del álbum, comentó: «Habiendo dado toda pretensión de sobriedad artística, No Doubt ha encontrado su razón de existencia: para hacer el tipo de discos raros y arriesgados», como Rock Steady. Por otro lado, el sitio Ultimate Guitar Archive tuvo en cuenta varias cosas del material, entre ellas, la diversidad de géneros que «[lo] hacen sorprendente», las letras, que, a diferencia de Tragic Kingom y Return of Saturn, no habla sobre Gwen teniendo problemas graves, y los temas de Rock Steady, que lo calificó con siete puntos de diez. Finalmente, le otorgó 7,3 puntos. Denise Duval de Common Sense Media, una organización sin fines de lucro que estudia los efectos que tienen los medios de comunicación y la tecnología en los usuarios jóvenes, calificó al álbum con cuatro estrellas de cinco y recomendó escucharlo a partir de la edad de 12 años. Además, elogió el desempeño de Stefani, al llamarla «valiente, elegante y atrevida», como así también su voz «intensa». Por el contrario, AbsolutePunk criticó la falta de entusiasmo evidente desde la primera pista. Además, recalcó que hay un déficit de espíritu, y concluyó que «lamentablemente con No Doubt, nos quedamos con un exceso de "tal vez" y "si". "Tal vez si [hubiesen] lanzado su álbum debut años más tarde, habrían tenido más éxito", por ejemplo. O mejor aún, "si Rock Steady fue una decepción para todo el mundo, Gwen Stefani probablemente habría reconsiderado esa carrera en solitario"». En la misma vena, Joe Costa de Sputnikmusic sintió que era uno de los discos más decepcionantes que ha escuchado personalmente, especialmente cuando sigue de la obra maestra de Tragic Kingdom (1995) y la sólida de Return of Saturn (2000). Además, lo llamó el peor trabajo de No Doubt. Continuó: «Es muy difícil creer que una banda como No Doubt que mostró tanta promesa, tuvo que ir y hacer un disco tan mediocre como Rock Steady. [...] Como lo sugiere el título, mucho del nuevo disco está llenado hasta el borde con influencias jamaicanas, algo que podría considerarse un cambio agradable por algunos fanáticos, si se realiza bien. Por desgracia, en lugar de incorporar una influencia importante de reggae o rocksteady, No Doubt tomó la decisión perjudicial de incorporar la mayoría, influencias del dancehall. [...] El resto del álbum es real e ineludiblemente mediocre. Las influencias dancehall, que son bastante frecuentes en este álbum, son totalmente monótonas. La mayoría de las canciones de Rock Steady se dividen en dos categorías: o son los mismos temas con influencias dancehall redundantes, o suenan como lados B de Gwen Stefani». Finalmente, le dio dos estrellas y media de cinco. Anthony Carew de Neumu tampoco quedó satisfecho con el material; al respecto, comentó:

«Cuando la gente critica la música pop por su falta de sustancia, no solo la crítica pierde el punto manufacturado y el mercado de la música, sino también cae mal del viejo axioma: cuidado con lo que deseas. [...] No Doubt sigue esto con Rock Steady. [...] Ciertamente no es tan bueno, y a veces es algo malo (generalmente cuando Ocasek pone un poco de Cars). Pero tiene sus momentos, la mayoría de los cuales vienen de la mano de Hooper, que realmente entiende la estética de producción del dub. Lo que significa que, con su ayuda, los devaneo diletantes de la combinación con los amantes del rock en realidad suenan, esta vez, como deben sonar: como No Doubt sabe realmente lo que engaña con coquetería. Por lo tanto, hay una pureza incluso cuando la luz se refleja a través de un prisma posmoderno casi opaco, con su contemporáneo rocksteady, fuera del ritmo en la pista de cierre epónimo ["Rock Steady"], suena absolutamente magnífica cuando Hooper reúne las piezas dentro y fuera del plano horizontal».

Una de las cosas que los críticos puntuaron es la variedad de estilos que incorporó Rock Steady. Así, Eden Miller de PopMatters, al señalar que el disco mantiene la introspección de Return of Saturn sin la última «nostalgia y melancolía», declaró que «es al crédito de No Doubt que se las arreglan para mantener el álbum junto con poco más que su personalidad colectiva». Concluyó: «No Doubt es vibrante y lleno de vida, incluso si las alturas que alcanza no siempre se logran. El carisma brillante de Gwen Stefani no se puede ignorar, y no importa qué, [pero] cuando canta en la pista de apertura "me haces sentir muy bien" ["Hella Good"], es muy fácil acordar y seguir escuchando». Por el contrario, Rupert Howe de la revista Blender lo llamó una «colección interesante a ratos, pero en general deforme. [...] El producto de músicos despreocupados que una vez que retozaban en mal camino, pero ahora pasan sus días viajando entre Londres, Los Ángeles y Jamaica buscando la sabiduría de los estudios caros de los geeks». Alex Needham de NME calificó favorablemente los «enormes litorales de estilos», y señaló que había muchos sencillos potenciales fuertes en la primera mitad del disco, pero encontró que algunas de «las guitarras pop casquivanas» en la segunda mitad habían estropeado la experiencia auditiva. Por otro lado, Kimberly Reyes de Time recalcó que Rock Steady fue capaz el ska, el pop, new wave y el dancehall «sin sonar artificioso o caótico». Añadió que, aunque carecía de la energía y las ventas de Tragic Kingdom (1995), «era su mayor esfuerzo hasta la fecha. Es el sonido de la banda pretendiendo saber su potencial». Por último, Lisa Oliver de LAUNCHcast comentó: «Todo esto se traduce en una sesión de álbum entre buena y muy buena. Pero No Doubt, como tantas otras bandas, sufre la maldición de sus primeros trabajos, siendo [estos] su mejor. Y aun con tantos productores intentando dirigir este autobús por la carretera superestrella, terminan en un estacionamiento mejor que la mayoría... pero embellecido por un cartel de Gwen Stefani».

### Reconocimientos
Tras el lanzamiento de Rock Steady, numerosas revistas y periódicos lo reconocieron y listaron como uno de los mejores álbumes. Así, la revista Rolling Stone incluyó al disco en el puesto 316 en el artículo de 2003 de los 500 mejores álbumes de todos los tiempos. Además, el material se posicionó en el número diez de los mejores álbumes de 2001, hecha por el crítico Adrian Zupp de la misma publicación. Blender la colocó en su lista de los «¡500 discos que debes tener antes de morir!». Por otro lado, la revista Slant puso a Rock Steady en los 50 álbumes pop esenciales. La misma publicación la listó en la casilla treinta y cinco en «Lo mejor de cualquier cosa: Álbumes», y comentó que el «resultado es un álbum de fiesta libre y juguetón, ebrio en Red Stripe y [en] un charco de agua». Por su parte, Rock Steady obtuvo una nominación a los premios Grammy de 2003, en la categoría de mejor álbum de pop vocal. Sin embargo, perdió el premio ante Come Away with Me, de Norah Jones.

## Recepción comercial
Rock Steady obtuvo una recepción comercial moderada en el mundo. En la lista estadounidense Billboard 200, debutó el 29 de diciembre de 2001 en la novena posición, con 254 000 copias vendidas en su primera semana. Permaneció en la lista por setenta y cinco semanas, y el 11 de octubre de 2002 la Recording Industry Association of America (RIAA) lo certificó con dos discos de platino, por la venta de dos millones de copias. Sin embargo, en los demás países, obtuvo un bajo recibimiento. En Noruega debutó en el número 31, en la edición del 6 de enero de 2002. Dos semanas después, alcanzó la más alta posición, en el ocho. Permaneció en la lista por nueve semanas. En Austria ingresó al puesto treinta y siete el 13 de enero de 2002, y veintiún días después ocupó la posición doce. En Alemania llegó al trece y estuvo en la lista oficial por dieciséis semanas.
En los demás mercados musicales, ocupó los cuarenta primeros lugares en Australia, donde fue certificado con un disco de oro por la Australian Recording Industry Association (ARIA), la región Flamenca de Bélgica, Finlandia, Hungría, Nueva Zelanda y Suiza. Por su parte, en Irlanda, Japón, Suecia y Reino Unido, ingresó al top sesenta. En este último país, fue certificado con disco de plata por la British Phonographic Industry (BPI), el 15 de febrero de 2002, tras comercializar 60 000 unidades. Finalmente, en Países Bajos y Francia alcanzó los puestos sesenta y seis y setenta y nueve, respectivamente, y la Canadian Recording Industry Association (CRIA) certificó a Rock Steady con un disco de platino, por vender 100 000 en Canadá.

## Promoción

### Sencillos
Para la promoción de Rock Steady, fueron lanzados cuatro sencillos comerciales. El primero de ellos, «Hey Baby», lanzado en octubre de 2001, cuenta con la colaboración del deejay Bounty Killer. Críticamente, recibió generalmente reseñas favorables. Los periodistas elogiaron el estribillo, pero no estuvieron conformes con las influencias dancehall y la incorporación del toasting de Killer en la canción. Comercialmente, alcanzó el número cinco de la lista Billboard Hot 100, y fue un éxito en el Pop Songs, donde llegó a la cima del conteo. Asimismo, logró ingresar a los cinco primeros en las listas de Noruega, Nueva Zelanda y el Reino Unido. Su vídeo musical, dirigido por Dave Meyers, ganó dos premios MTV Video Music Awards, en las categorías de mejor vídeo pop y mejor vídeo de un grupo. «Hella Good» fue lanzado como el segundo sencillo, y obtuvo buenas críticas de los revisores, al compararla favorablemente a los trabajos de Timbaland, la banda Fishbone, al disc jockey Afrika Bambaataa y Duran Duran, entre otros. Asimismo, la remezcla de la canción, hecha por el DJ Roger Sanchez, le valió un premio Grammy a la mejor grabación remezclada, no clásica, en la entrega de 2003. Por otro lado, en su recepción comercial, alcanzó tercera posición en la región Flamenca de Bélgica, como así también el octavo puesto en Australia. Asimismo, el remix de Sanchez ocupó el primer puesto del Dance/Club Play Songs. Mark Romanek dirigió el vídeo musical de la pista, el cual cuenta con imágenes en blanco y negro, y la banda ocupando ilegalmente un barco.
La compañía Interscope publicó «Underneath It All» como el tercer sencillo del álbum, el 3 de septiembre de 2002. Cuenta con la colaboración de la cantante Lady Saw, realizando un toasting en el puente de la canción. Los críticos le otorgaron opiniones disparejas, aunque elogiaron la incorporación del toast de Saw. Sin embargo, obtuvo un recibimiento bajo en cuanto a lo comercial. En los Estados Unidos, alcanzó el número tres en el Billboard Hot 100, mientras que llegó a la cima del Pop Songs y el número dos en el Adult Pop Songs. No obstante, en los demás países, solo logró ingresar en los diez primeros puestos, en la lista de Nueva Zelanda. El vídeo musical lo dirigió Sophie Muller y Logan. En él, se utilizó la pantalla azul y las imágenes generadas por computadoras para una de las escenas en el que la banda pasea en bicicleta por las calles de Jamaica. En la ceremonia de los MTV Video Music Awards 2003, el vídeo de «Underneath It All» obtuvo dos nominaciones, en las categorías de mejor vídeo pop y mejor cinematografía, pero perdió ambas ante «Cry Me a River» de Justin Timberlake y la versión de «Hurt» de Johnny Cash. «Running», el cuarto y último sencillo del disco, fue lanzado el 1 de julio de 2003. Al igual que su sencillo predecesor, la canción obtuvo opiniones variadas de los críticos musicales, al describirla como inmadura, además de ser comparada con la obra de Depeche Mode. De igual manera, su recepción comercial fue negativa, pues solo llegó a posicionarse en los Estados Unidos y Alemania. Su vídeo musical, dirigido por Chris Hafner, cuenta con la banda caminando y jugando en la playa, al mismo tiempo que se presentan fotografías de la banda en sus inicios, actuando en conciertos, y grabando en estudios.

### Presentaciones en directo
Antes del lanzamiento del álbum, No Doubt participó como acto de apertura de la gira de U2, Elevation Tour, en noviembre de 2001. Allí, promocionaron Rock Steady. En el 2002, la banda se embarcó en la gira Rock Steady, como parte de la promoción del disco. Recorrió los Estados Unidos, Canadá, Europa, Australia, Japón, China y Singapur. aunque las dos primeras fechas fueron dadas en Costa Rica y Venezuela, esta última como parte del Caracas Pop Festival. Inició el 14 de marzo de 2002, y finalizó el 30 de noviembre del mismo año, con 99 presentaciones realizadas en el mundo.

## Lista de canciones
| N.º | Título                             | Escritor(es)                                           | Productor(es)                                     | Duración |  |
| 1.  | «Intro»                            |                                                        |                                                   | 0:27     |  |
| 2.  | «Hella Good»                       | Gwen Stefani, Pharrell Williams, Chad Hugo, Tony Kanal | Nellee Hooper, No Doubt                           | 4:02     |  |
| 3.  | «Hey Baby» (con Bounty Killer)     | Stefani, Kanal, Tom Dumont, Rodney Price               | Sly & Robbie, No Doubt, Mark «Spike» Stent, Steir | 3:26     |  |
| 4.  | «Making Out»                       | Stefani, Kanal, Dumont                                 | William Orbit, No Doubt                           | 4:14     |  |
| 5.  | «Underneath It All» (con Lady Saw) | Stefani, David Stewart                                 | Sly & Robbie, No Doubt, Stent                     | 5:02     |  |
| 6.  | «Detective»                        | Stefani, Kanal, Dumont                                 | Hooper, No Doubt                                  | 2:53     |  |
| 7.  | «Don't Let Me Down»                | Stefani, Kanal, Dumont                                 | Ric Ocasek, No Doubt, Stent                       | 4:08     |  |
| 8.  | «Start the Fire»                   | Stefani, Kanal, Dumont                                 | Steely & Clevie, No Doubt                         | 4:08     |  |
| 9.  | «Running»                          | Stefani, Kanal                                         | Hooper, No Doubt                                  | 4:01     |  |
| 10. | «In My Head»                       | Stefani, Kanal, Dumont                                 | Hooper, No Doubt                                  | 3:25     |  |
| 11. | «Platinum Blonde Life»             | Stefani, Kanal, Dumont                                 | No Doubt, Ocasek, Stent                           | 3:27     |  |
| 12. | «Waiting Room»                     | Prince, Stefani, Kanal, Dumont                         | Prince, No Doubt, Stent                           | 4:27     |  |
| 13. | «Rock Steady»                      | Stefani, Kanal                                         | Hooper, No Doubt                                  | 5:22     |  |

| CD adicional de dos canciones |                                     |                               |          |  |
| N.º                           | Título                              | Productor(es)                 | Duración |  |
| 1.                            | «Underneath It All» (en directo)    | Sly & Robbie, No Doubt, Stent | 3:44     |  |
| 2.                            | «Just a Girl» (en directo)          | Matthew Wilder                | 3:32     |  |
| 3.                            | «Underneath It All» (vídeo musical) | Sly & Robbie, No Doubt, Stent | 4:20     |  |

| CD adicional de cuatro canciones |                                                        |                                      |          |  |
| N.º                              | Título                                                 | Productor(es)                        | Duración |  |
| 1.                               | «Hey Baby» (Outkast y Killer Mike) (versión explícita) | Sly & Robbie, No Doubt, Stent, Steir | 4:10     |  |
| 2.                               | «Hey Baby» (The Homeboy Mix)                           | Sly & Robbie, No Doubt, Stent, Steir | 3:50     |  |
| 3.                               | «Hella Good» (Roger's Release Yourself Mix)            | Nellee Hooper, No Doubt              | 7:16     |  |
| 4.                               | «Ex-Girlfriend» (The Psycho Ex Mix)                    | Glen Ballard                         | 7:42     |  |
| 5.                               | «Hey Baby» (vídeo musical)                             | Sly & Robbie, No Doubt, Stent, Steir | 3:28     |  |
| 6.                               | «Hella Good» (vídeo musical)                           | Nellee Hooper, No Doubt              | 4:13     |  |
| 7.                               | «Underneath It All» (vídeo musical)                    | Sly & Robbie, No Doubt, Stent        | 4:20     |  |

### Contenido destacado
- Vídeo musical de «Hey Baby»
- The Making of Rock Steady

## Posicionamiento en listas
| País (Lista 2001—03) | Mejor posición |
| -------------------- | -------------- |
| Alemania             | 13             |
| Australia            | 15             |
| Austria              | 12             |
| Bélgica Flandes      | 36             |
| Estados Unidos       | 9              |
| Finlandia            | 34             |
| Francia              | 79             |
| Hungría              | 30             |
| Irlanda              | 53             |
| Japón                | 48             |
| Noruega              | 8              |
| Nueva Zelanda        | 17             |
| Países Bajos         | 66             |
| Reino Unido          | 43             |
| Suecia               | 52             |
| Suiza                | 33             |

| País (Lista 2002) | Posición |
| ----------------- | -------- |
| Australia         | 97       |
| Estados Unidos    | 25       |

| País (2000—09) | Posición |
| -------------- | -------- |
| Estados Unidos | 166      |

## Certificaciones
| País           | Organismo certificador | Certificación | Unidades certificadas / Ventas |
| -------------- | ---------------------- | ------------- | ------------------------------ |
| Australia      | ARIA                   | Oro           | 35 000                         |
| Canadá         | Music Canada           | Platino       | 100 000                        |
| Estados Unidos | RIAA                   | 2× Platino    | 2 000 / 2 842 000              |
| Reino Unido    | BPI                    | Oro           | 100 000                        |
| Sudáfrica      | RISA                   | Oro           | 25 000                         |

## Créditos y personal
No Doubt
- No Doubt: artista principal y producción
- Gwen Stefani: voz (todas las pistas), composición, programación adicional (4 y 13) y concepto de arte del álbum
- Tony Kanal: bajo, teclados (todas las pistas), ingeniería adicional (3, 6–9, 11 y 13), programación (3, 7, 8 y 11), programación adicional (4, 6, 9 y 13) y saxofón (5)
- Tom Dumont: guitarras, teclado (todas las pistas), ingeniería adicional (3, 6–9, 11 y 13), programación (3, 7, 8 y 11) y programación adicional (4, 6, 9 y 13)
- Adrian Young: batería

Personal adicional
- Rory Baker: ingeniería adicional (3 y 5)
- Bounty Killer: artista invitado (3)
- Hans Buff: ingeniería (12)
- Bob Clarke: voz de la radio (5)
- Dan Chase: ingeniería (3, 5 y 8)
- Jolie Clemens: diseño
- Greg Collins: ingeniería (2, 6 y 9)
- Cindy Cooper: coordinación del paquete del álbum
- Count: ingeniería adicional (3)
- Karl Derfler: ingeniería (7 y 11)
- Ned Douglas: programación (5)
- Sly Dunbar: programación (3)
- Matt Fields: asistente de ingeniería de mezcla
- Brian «Big Bass» Gardner: masterización
- Simon Gogerly: ingeniería adicional (2, 6 y 9)
- John Gould: programación de mezcla adicional
- Nellee Hooper: producción (2, 6, 9, 10 y 13)
- Brian Jobson: producción ejecutiva (3, 5 y 8)
- Wayne Jobson: producción ejecutiva (3, 5 y 8)
- Alain Johannes: ingeniería adicional (12)
- Jeff Kanan: asistente de ingeniería (4, 7 y 11)
- Ekaterina Kenney: coordinación del paquete del álbum
- Anthony Kilhoffer: asistente de ingeniería (2, 6 y 9)
- Lady Saw: intérprete (5)
- Steve Mandel: asistente de ingeniería (12)
- Gabrial McNair: clavinet, trombón (5) y teclados(8)
- Tkae Mendez: ingeniería adicional (3, 5 y 8)
- Shawn Mortensen: fotografía de la contratapa
- Clif Norrell: ingeniería (4)
- Ric Ocasek: teclados y producción (7 y 11)
- Frank Ockenfels: fotografía del collage
- William Orbit: producción (4)
- Andy Potts: saxofón (5)
- Prince: coros, teclados y producción (12)
- Ian Rossiter: asistente de ingeniería (2, 6, 9 y 10)
- Robbie Shakespeare: bajo melódico adicional (5)
- Sly & Robbie: producción (3 y 5)
- Sean Spuehler: programación (4)
- Steely & Clevie: producción (8)
- Philip Steir: producción y programación adicional (3)
- Mark «Spike» Stent: mezcla (todas las pistas) y producción adicional (3, 5, 7, 11 y 12)
- Django Stewart: saxofón (5)
- David Treahearn: asistente de ingeniería de mezcla
- Keith Uddin: asistente de ingeniería de mezcla
- Juan Pablo Velasco: asistente de ingeniería (7 y 11)
- Fabien Waltmann: programación (2, 6, 9, 10 y 13)
- Paul «P Dub» Watson: programación de mezcla
- Toby Whalen: asistente de ingeniería (3, 5 y 8)
- Eric White: programación adicional (4)
- Wayne Wilkins: programación de mezcla
- Mark Williams: dirección A&R
- Jennifer Young: asistente de ingeniería (4)

Créditos adaptados de las notas del disco compacto Rock Steady, AllMusic y Discogs.